# Teresa Małgorzata Redi od Serca Jezusowego
Św. Teresa Małgorzata od Serca Jezusowego Redi, właściwie Anna Maria Redi (ur. 15 lipca 1747 w Arezzo, zm. 7 marca 1770 we Florencji) – święta Kościoła Katolickiego, włoska karmelitanka.
1 września 1764 wstąpiła do klasztoru karmelitanek we Florencji, gdzie przyjęła imiona Teresa Małgorzata, pod którymi jest znana w literaturze hagiograficznej. Śluby zakonne złożyła 12 marca 1766 roku. Życie poświęciła służbie dla chorych.
W 1929 została beatyfikowana, a w 1934 roku kanonizowana przez papieża Piusa XI.
Jej wspomnienie obchodzone jest 7 marca.